# 松井角次
松井 角次（まつい かくじ、1958年5月25日 - ）は京都府京都市出身のプロゴルファー。

## 来歴
1982年にプロ入りし、1983年にはブリヂストントーナメントで初日を中川原邦治・出口栄太郎と並んでの8位タイでスタートしたほか、マンシングクラシックでは2日目に66で陳志明（中華民国）・稲垣太成と並んでの2位タイに着けた。
1984年の千葉県オープンでは初日を文山義夫・額賀靖生・中山徹・池原厚・松本紀彦・吉武恵治と並んでの6位タイでスタートした。
1986年には岐阜県オープンで優勝し、中部オープンでは出口の2位に入る。
1987年の静岡オープンでは呂良煥（中華民国）・湯原信光・中村通・尾崎直道・入江勉・上原宏一・海老原清治に次ぐ8位タイ、1988年の中部オープンでは中村彰男・塩田昌宏に次ぐと同時に鈴木豊・伊藤正己と並んでの4位タイに入った。
1990年のデサント大阪オープンでは初日を木本挙国・杉原輝雄・山本善隆・金山和雄・堀内工・楠本研と共に68をマークして5位タイでスタートし、最終日には67をマークして初日首位タイの上出裕也に並んだが、プレーオフで上出に敗れて2位に終わる。
1993年のデサントクラシック マンシングウェアカップを最後にレギュラーツアーから引退。
2008年からはシニアに転向し、2009年の三重県シニアオープンでは3バーディ2ボギーの安定したゴルフで、出場者で唯一のアンダーパーの70で回り優勝。

## 主な優勝
レギュラー
- 1986年 - 岐阜県オープン

シニア
- 2009年 - 三重県シニアオープン